# Forêt ancienne du Grand-Lac-Macousine
La forêt ancienne du Grand-Lac-Macousine est un écosystème forestier exceptionnel du Québec situé à La Tuque, à 80 km au nord-est du centre urbain de La Tuque. Cette forêt de 109 ha protège une bétulaie jaune à sapin qui n'a pas connu de perturbation naturelle ou anthropique qui aurait provoqué son rajeunissement. 

## Toponymie
La forêt ancienne du Grand-Lac-Macousine doit son nom à l'étendue d'eau située au nord-ouest de celle-ci, soit le Grand lac Macousine. Le nom du lac est en usage depuis les années 1960.

## Géographie
La forêt ancienne du Grand-Lac-Macousine est située sur les versants d'une colline entre le lac Aberdeen au sud et à l'est et le Grand lac Macousine à l'ouest. Elle est située à 80 km au nord-est de La Tuque. Elle a une superficie de 109,27 ha. 
Le relief régional est composé de collines de hauteur modeste avec des versants en pente faible et de larges vallées. Quant à la forêt elle même, elle est située sur les versants d'une colline au sud et à l'est du Grand lac Macousine. Le sol est composé de tills moyennement épais et bien drainés.

## Flore
La forêt ancienne du Grand-Lac-Macousine est composée de plusieurs peuplements de bétulaie jaune à sapin. La forêt est dominée par le bouleau jaune, qui est accompagné de sapin baumier et d'épinette blanche. Les bouleaux jaunes ayant un tronc d'un diamètre de 60, 70 ou 80 cm se rencontrent régulièrement dans cette forêt. Il y a même un individu ayant un diamètre de 102 cm. On y rencontre aussi des chicots et les débris ligneux de toutes tailles et de tous âges. Un des chicots de bouleau jaune a 84 cm de diamètre. La strate arbustive est bien fournie. On y rencontre l'érable à épis et la viorne bois-d'orignal qui remplissent les trouées. Le sapin baumier est aussi présent dans cette strate. Dans la strate herbacée, on y rencontre la dryoptère spinuleuse, le lycopode brillant et l'oxalide de montagne.